# Вильнёв, Жанна Эмилия де
Жанна Эмилия (Иоа́нна Еми́лия) де Вильнёв (фр. Jeanne-Émilie de Villeneuve, 9 марта 1811[…], Тулуза — 2 октября 1854[…], Кастр) — католическая святая, монахиня, основательница женской монашеской конгрегации «Сёстры Пресвятой Девы Марии Непорочного Зачатия».

## Биография
Родилась 9 марта 1811 года в Тулузе в семье маркиза де Вильнёв. В 1825 году у неё умерла мать. В 1830 году её семья переехала в замок Отерив (Hauterive). Вела духовную жизнь под руководством иезуитов, которые её вдохновили заниматься благотворительной деятельностью среди бедных девушек из рабочих семей. Вступила в монашескую конгрегацию «Дочери Милосердия», где приняла монашеские обеты. 6 декабря 1836 года основала самостоятельную женскую монашескую конгрегацию «Сёстры Пресвятой Девы Марии Непорочного Зачатия».
Скончалась 2 октября 1854 года во время эпидемии холеры.

## Прославление
5 июля 2009 года была причислена к лику блаженных архиепископом Анджело Аматой от имени папы Бенедикта XVI и 17 мая 2015 года канонизирована папой Франциском вместе с Мариам Баоуарди, Марией Кристиной Брандо и Марией-Альфонсиной Даниль Гаттас.
День памяти — 2 октября.